# Szkolny lud, Okulla i ja
Szkolny lud, Okulla i ja – wydana w 1982 r. powieść dla młodzieży Edmunda Niziurskiego.
Dalsze losy bohaterów powieści są opisane w wydanej w 1992 r. książce Żaba, pozbieraj się!. Niektórzy bohaterowie występują także w opowiadaniach Niziurskiego:
- Ta zdradziecka Julita Wynos[1],
- Gorączka w VII A, wydawanym w latach 1982-1983 na łamach Płomyka.

## Fabuła
Główny bohater, Tomek Żabny, przenosi się do nowej szkoły (liceum imienia Narcyzy Żmichowskiej). Ponieważ nie chce słuchać swojego kuzyna Arka, namawiającego go do nieangażowania się w szkolne życie, szybko wchodzi w konflikt zarówno z uczniami, jak i nauczycielami (na czele z wicedyrektorką Renatą Okulczycką, zwaną Okullą). Mimo to nie poddaje się i z pomocą nowych przyjaciół stopniowo wychodzi na prostą.